# کالوئیر-ا-کوئیر
شهر کَلوئیر-اِ-کوئیر (به فرانسوی: Caluire-et-Cuire) در شهرستان رون در ناحیه رون-آلپ با جمعیت ۴۱٬۴۱۸ نفر در کشور فرانسه واقع شده‌است